# MRC (歌手)
MRC，本名Muhammed çil，1996年1月2日出生于萨尔格米讷，是一名法国男歌手。

## 生平
MRC出生于法国东北部的萨尔格米讷的一个土耳其裔家庭，他在青少年时期曾进入斯特拉斯堡竞赛俱乐部训练中心并立志成为职业足球运动员，但最终因伤病过多而放弃。此后，MRC开始转向饶舌音乐创作，并于2016年发布了首张个人同名专辑《MRC》。

## 专辑
- MRC（2016年）
- Zéro code（2018年）
- Vengeance（2020年）